# Yorkshire
Yorkshire é o maior condado histórico da Inglaterra, cobrindo aproximadamente 15 000 km², com uma população de 5,4 milhões de habitantes.
É limitado ao norte pelos condados de Durham (ao longo do rio Tees) e Westmorland, a oeste por Lancashire (ao longo da cadeia de montanhas conhecidas como Pennines) e Cheshire, ao sul por Derbyshire, Nottinghamshire e Lincolnshire (ao longo do estuário Humber), e a leste pelo Mar do Norte.
Yorkshire é tradicionalmente subdividido em West Yorkshire, North Yorkshire e East Riding of Yorkshire (em inglês, respectivamente: North Riding, West Riding e East Riding. Riding é palavra originária do norueguês antigo þriðing, que significa "terça parte"). A sede do condado, a cidade de York, não não faz parte de nenhum dos Ridings.
Atualmente, grande parte de Yorkshire, junto com uma pequena parte de Lincolnshire formam a região inglesa de Yorkshire and the Humber, e é também subdividida em diversos condados administrativos.
O símbolo do condado é a rosa branca da Casa de York. Existe o "Dia de Yorkshire" comemorado a 1 de Agosto.

## História
A região foi primeiramente ocupada depois do fim da Idade do Gelo, por volta de 7000 a.C. Durante o primeiro milênio depois de cristo foi ocupado por romanos, anglos e viquingues. Muito da dialética palavrial e aspectos de pronúncia de Yorkshire derivam do Nórdico Antigo, devido à influência dos viquingues nessa região. O nome, Yorkshire, apareceu escrito pela primeira vez na Crônica Anglo-Saxônica, em 1065. O condado era originalmente composto de três seções chamadas "Thrydings", subsequentemente referidas como "Ridings".
Seguindo a Conquista Normanda da Inglaterra em 1066, Yorkshire ficou submetido à perturbação vinda do Norte, o que causou grandes dificuldades. A área ficou conhecida por revoltas e rebeliões no período Tudoriano (1485-1630). Durante a Revolução Industrial, o West Riding tornou-se a 2ª mais importante área de manufatura no Reino Unido, enquanto nos East e North Ridings continuaram predominando as indústrias de pesca e agricultura. Nos tempos modernos, a economia de Yorkshire sofreu um declínio na manufatura, o que afetou suas tradicionais indústrias de carvão, aço, lã e navegação.

## Personalidades famosas nascidas em Yorkshire
- Patrick Stewart, ator
- Amy Johnson, aviadora
- Ben Kingsley, ator
- Charlotte Brontë, escritora
- Danny Worsnop músico,compositor,escritor e fotógrafo
- David Coverdale, cantor e compositor - Whitesnake
- David Hockney, artista
- Edith Sitwell, escritora
- Emily Brontë, escritora
- Frederick Delius, compositor
- Georgie Henley, atriz
- Guy Fawkes, conspirador
- Harold Wilson, político e primeiro-ministro do Reino Unido 1966-1970 e 1974-1976
- Capitão James Cook, explorador do Pacífico
- Jeremy Clarkson, apresentador de televisão e jornalista de automóveis
- Jodie Whittiker, atriz
- John Barry, maestro e compositor
- John Venn, matemático
- Judi Dench, atriz
- Michael Palin, comediante e actor
- Sean Bean, ator
- W. H. Auden, escritor e poeta
- William Hague, político e atual Secretário de Negócios Estrangeiros británico
- William Wilberforce, político e abolicionista
- Oliver Sykes, Vocalista da banda Bring Me the Horizon
- Louis Tomlinson, ex-integrante do One Direction
- Zayn Malik, ex-integrante do One Direction